# Ronan Allain
Ronan Allain, né le 15 mars 1974, est un paléontologue français chargé de la conservation des collections de reptiles et d'oiseaux fossiles au Muséum national d'histoire naturelle (MNHN), dont le siège est situé au Jardin des plantes, à Paris.

## Biographie
Il est spécialiste des dinosaures, soutenant avec succès en 2002 une thèse sur un groupe de dinosaures carnivores, les Megalosauridae, au Muséum National d'Histoire Naturelle. Le jury était composé d'Armand de Ricqlès et Daniel Goujet.
En 2012, avec une équipe internationale, il participe à la découverte d'un nouveau genre de dinosaure : l'Ichthyovenator dans la province de Savannakhet au Laos. Depuis août 2010, il participe aux fouilles du site paléontologique d'Angeac-Charente, et réussit à reconstituer le squelette quasi complet d'un nouvel ornithomimosaure.
Ronan Allain a décrit plusieurs nouvelles espèces de dinosaures appartenant aux genres : Tangvayosaurus, Pyroraptor, Dubreuillosaurus, Streptospondylus, Erectopus, Tazoudasaurus, Berberosaurus, Ichthyovenator, Rebbachisaurus, Poekilopleuron et Vouivria.